# Strażnica WOP Strzyżów
Strażnica Wojsk Ochrony Pogranicza Strzyżów – zlikwidowany podstawowy pododdział Wojsk Ochrony Pogranicza pełniący służbę graniczną na granicy polsko-radzieckiej.

## Formowanie i zmiany organizacyjne
Strażnica została sformowana w 1945 w strukturze 32 komendy odcinka jako 148 strażnica WOP (Strzyżów) o stanie 56 żołnierzy. Kierownictwo strażnicy stanowili: komendant strażnicy, zastępca komendanta do spraw polityczno-wychowawczych i zastępca do spraw zwiadu. Strażnica składała się z dwóch drużyn strzeleckich, drużyny fizylierów, drużyny łączności i gospodarczej. Etat przewidywał także instruktora do tresury psów służbowych oraz instruktora sanitarnego.
W 1945 na początku 1946 32 komenda odcinka wraz ze strażnicami stacjonowała w Hrubieszowie. 15 stycznia 1946 148 strażnica WOP wystawiła ze swojego składu pierwsze patrole.
22 maja 1946 wyjechała na granicę obsada 148 strażnicy WOP i objęła służbę na przejściu granicznym zorganizowanym pod Uściługiem.
W związku z reorganizacją oddziałów WOP, 24 kwietnia 1948 148 strażnica OP została włączona w struktury 25 batalionu OP w Hrubieszowie, a 1 stycznia 1951 233 batalionu WOP w Hrubieszowie.
Od 15 marca 1954 wprowadzono nową numerację strażnic., a strażnica WOP Strzyżów III kategorii otrzymała nr 144 w skali kraju i była w strukturach 233 batalionu WOP w Hrubieszowie.
Reorganizacja, jaką przechodziły Wojska Ochrony Pogranicza w czerwcu 1956, doprowadziły do likwidacji 23 Brygady i podległych jej pododdziałów. W miejsce zniesionej jednostki utworzono dwie samodzielne: Grupę Manewrową Wojsk Ochrony Pogranicza Tomaszów (Chełm) Lubelski i Samodzielny Oddział Zwiadowczy WOP Chełm do którego została włączona Placówka WOP Strzyżów. 1 maja 1957, na bazie Grupy Manewrowej i Samodzielnego Oddziału Zwiadowczego WOP zorganizowano 23 Chełmski Oddział WOP a od 1959 nadano 23 Oddziałowi nazwę regionalną: 23 Chełmski Oddział WOP.
W 1961 Placówkę Wojsk Ochrony Pogranicza Strzyżów przeniesiono do Hrubieszowa i na jej bazie utworzona została Placówka WOP Hrubieszów.

## Ochrona granicy
W 1960 3 placówka WOP Strzyżów ochraniała odcinek 8755 m granicy państwowej:
- Od znaku granicznego nr 879 do znaku gran. nr 979.

## Sąsiednie strażnice
- 147 strażnica WOP Matcze ⇔ 149 strażnica WOP Kosmów – 1946
- 147 strażnica OP Skryhiczyn ⇔ 149 strażnica OP Kryłów – 24.04.1948
- 147 strażnica WOP Stryhiczyn ⇔ 148a strażnica WOP Czumów – 01.01.1951
- 143 strażnica WOP Wieniawa ⇔ 144 strażnica WOP Czumów – 1954
- 4 placówka WOP Dorohusk ⇔ 2 placówka WOP Dołhobyczów – 01.01.1960.

## Dowódcy strażnicy
- por. Mieczysław Kręglicki (15.02.1952–10.12.1952)[10].